# Nierostowo
Nierostowo [pronunciación en polaco: /ɲerɔsˈtɔvɔ/] (en casubio: Nierzostowó/Nierosław) es un pueblo ubicado en el distrito administrativo de Gmina Konarzyny, dentro del Condado de Chojnice, Voivodato de Pomerania, en Polonia del norte. Se encuentra aproximadamente a 10 kilómetros al norte de Konarzyny, a 27 kilómetros al noroeste de Chojnice, y a 98 kilómetros al suroeste de la capital regional Gdańsk.
Para detalles de la historia de la región, véase Historia de Pomerania.
El pueblo tiene una población de 77 habitantes.